# Amédée Greyfié de Bellecombe
Amédée Greyfié de Bellecombe, né le 20 novembre 1811 à Moûtiers (Tarentaise) et mort le 1er octobre 1879 à Brides-les-Bains, comte de Bellecombe, magistrat et homme politique savoyard, partisan de l'Annexion de la Savoie (1860).

## Biographie

### Origines familiales
Amédée Charles Henri Greyfié de Bellecombe est né le 20 novembre 1811, à Moûtiers, dans le département du Mont-Blanc. Le duché de Savoie a été uni à la France révolutionnaire en 1792. Il est le fils du comte Pierre-Francisque/François-Hippolite Greyfié (1786-1859), et de Joséphine-Thérèse de Castagnery de Châteauneuf. 
Son père entre au Conseil d'État (décret impérial du 1er août 1810), sous l'impulsion de son grand-père. Ce dernier, Philibert-Amédée Greyfié (1755-1841) était syndic de Moûtiers, avant de se réfugier à Ivrée, pendant l'occupation française de la Savoie, puis à son retour, en 1800, il devient maire de la commune. En raison de son aide au roi Charles-Félix, il est créé comte par L.P.n du 18 mars 1825,. La carrière de son père se poursuit dans la fonction publique française. Puis à la suite de la Restauration sarde, il continue sa carrière dans les Intendances des États sardes, il est notamment vice-roi de Sardaigne, puis conseiller d'État à Turin (section finances),.
Les Greyfié de Bellecombe sont une famille noble savoyarde, originaire d'Annecy,,. Elle a été anoblie par l'obtention d'une charge au Sénat de Savoie et par lettres patentes du 14 février 1737.
Un descendant de cette famille, Damien Greyfié de Bellecombe, est avec Thierry d'Asnières de Veigy, l'un des auteurs de l'ouvrage de généalogie qui poursuit l'œuvre d'Amédée de Foras sur les familles de la noblesse savoyarde.

### Un magistrat savoyard
Amédée Greyfié de Bellecombe fait des études de droit à Turin et devient magistrat. Nommé au Parquet de la Cour d'appel de Piémont et à la Chancellerie de Turin, il revient en Savoie vers 1841 et devient Conseiller à la Cour d'appel de Chambéry (Sénat de Savoie) le 17 mars 1851. Il est révoqué en raison de ses positions conservatrices et de sa défense des congrégations religieuses, lors de l'arrivée au pouvoir du comte de Cavour en 1853 et devient simple avocat. « Au bout d'un an, il allait donner sa mesure dans la défense des Ordres religieux visés par la loi du 28 mai 1855, dite de l'Incamération (la nationalisation des biens ecclésiastiques). Cette loi souleva un tollé à Chambéry. Le Conseil municipal protesta ».

### Un partisan de l'annexion à la France
Toutefois, le comte Greyfié de Bellecombe est surtout connu pour la période précédant l'Annexion de la Savoie, durant laquelle il défend l'unité du duché et le rattachement à la France impériale. Il s'oppose ainsi au projet de division de la Savoie, avec l'idée que les provinces du Chablais savoyard et du Faucigny et la région de Saint-Julien-en-Genevois reviennent à la Suisse. Il édite ainsi une brochure signée A. Greyfié, intitulée Les Prétentions de la Suisse (édité par le Courrier des Alpes, le 5 mars 1860). Le 19 mars 1860, il obtient un entretien privé avec l'empereur Napoléon III . Ému, il oublia de remettre à l'empereur un dossier contenant les vœux des Savoyards. Il le fait parvenir le 20 , avec une étude sur les besoins de la province de Savoie (qui inspirera le gouvernement impérial). Cette dernière contenait, en sus de la plaidoirie principale sur le maintien indispensable de l'unité de la Savoie , menacée d'être dépecée par les projets d'annexion de la Suisse , trois articles  accessoires  concernant:
- La sauvegarde des congrégations religieuses : « ... Nous avons en Savoie quelques communautés religieuses autorisées par d'anciennes dispositions ; quelques-unes d'entre elles ont été inquiétées par une loi de suppression du 29 mai 1855. Elles se sont défendues avec succès , jusqu'ici , devant les tribunaux ; j'ai eu l'honneur d'être leur défenseur aussi heureux que dévoué... ». ( Il paraissait pour lui « très recommandable à tous égards de gagner le soutien du clergé »).
- L'amélioration des infrastructures pour la Savoie : routes, endiguement de l'Isère, voies de chemin de fer, création d'école d'agriculture, etc.
- Le maintien de la grande zone franche dans le Nord de la Savoie, stipulée par le traité de Turin de 1816 (art.III). Ainsi, lors du plébiscite, un bulletin « Oui et Zone » a été édité pour la partie Nord du duché concernée.

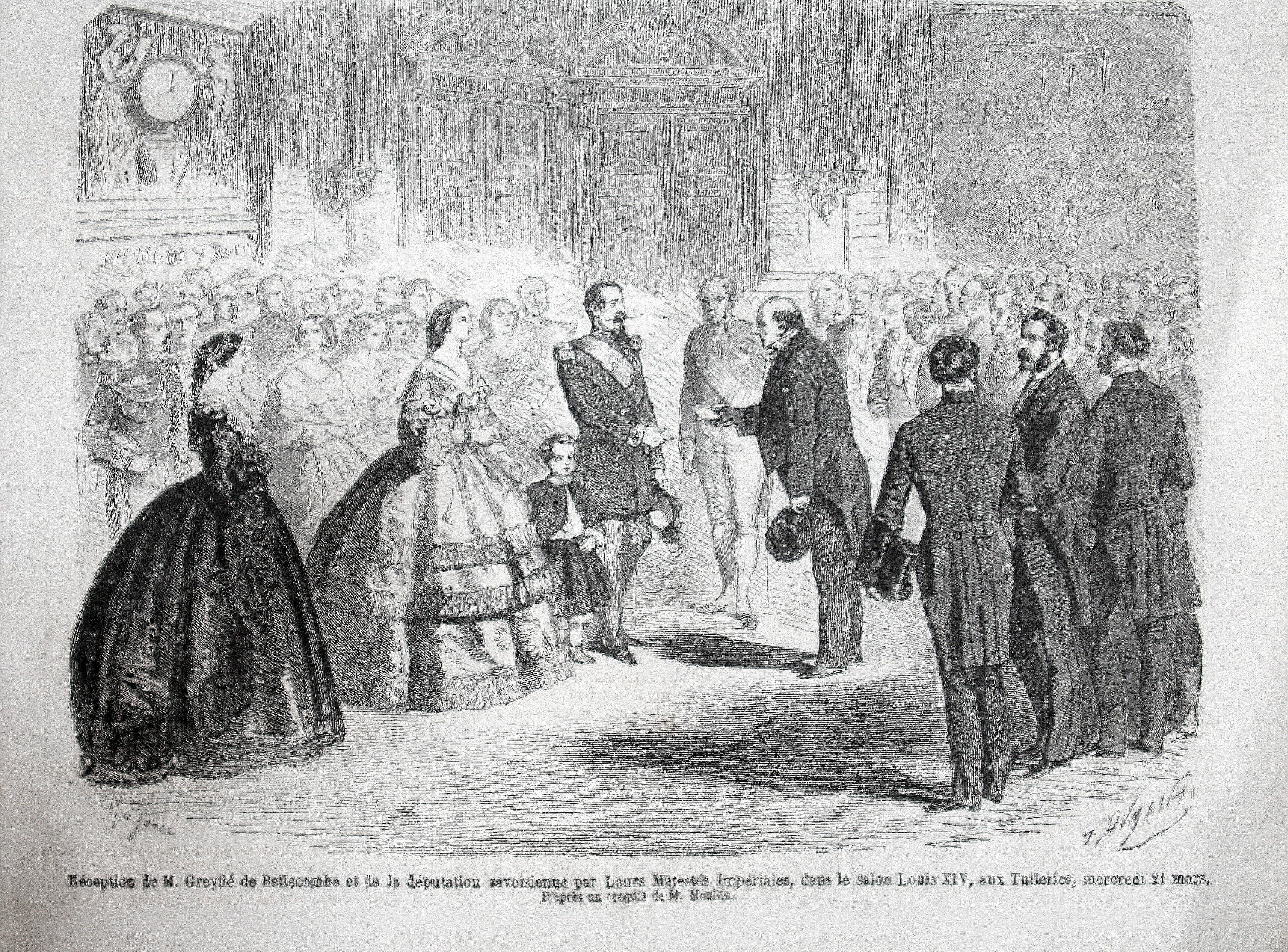
Croquis de M. Moulin, paru dans Le Monde Illustré, journal hebdomadaire, no 155, 31 mars 1860. Commentaire : Réception de M. Greyfié de Bellecombe et de la députation savoisienne par Leurs Majestés Impériales, dans le salon Louis XIV, aux Tuileries, mercredi 21 mars

Le mercredi 21 mars, une délégation savoisienne, menée par le comte, est reçue officiellement par Napoléon III, au Palais des Tuileries,. Le journaliste Maxime Vauvert relate l'événement dans Le Monde illustré du 31 mars 1860 (p. 214) « Une députation de quarante-et-un conseillers provinciaux et de conseillers municipaux des principales villes de la Savoie, a été reçue le jeudi 22 (sic !), par l'empereur, dans le salon Louis XIV, aux Tuileries. L'impératrice et le prince impérial assistaient à cette réception. M. le comte Greyfié de Bellecombe, président de la députation, a présenté à Sa Majesté les adresses de ses concitoyens qui, des bords du lac Léman aux vallées du Mont-Cenis, envoient à sa majesté leurs vœux et leurs espérances ».
Le comte y prononça un discours empreint de ces principes, notamment face à la possibilité d'un démembrement de la Savoie : « ... En approchant de Votre Majesté, un premier sentiment nous domine tous, c'est celui de notre admiration... Une seule préoccupation a pu arrêter jusqu'ici l'élan : c'est la crainte de voir démembrer en faveur de la Suisse... (nous prions Votre Majesté) d'éloigner notre patrie d'un pareil malheur... la Savoie trouvera non seulement la grandeur et la gloire, mais encore la sympathie et la sauvegarde de tous ses intérêts moraux et matériels... Des bords du lac Léman aux vallées du mont Cenis, ceux qu'a honorés le suffrage de leurs concitoyens sont accourus auprès de Votre Majesté, pour lui exprimer la joie que la Savoie éprouvera lorsqu'elle sera tout entière réunie à la France et qu'elle pourra toujours n'avoir qu'un cri : Vive l'Empereur ! Vive la France ! ... ».
Le 24 mars 1860, le Traité de Turin est signé entre « S. M. l'Empereur des Français ayant exposé les considérations qui, par suite des changements survenus dans les rapports territoriaux entre la France et la Sardaigne, lui faisaient désirer la réunion de la Savoie et de l'arrondissement de Nice à la France, et S. M. le Roi de Sardaigne s'étant disposé à y acquiescer » (préambule du traité). Le 25, il est élu pour les collèges de Moûtiers et Saint-Jean-de-Maurienne à la Chambre des députés de Turin. Il faut attendre le plébiscite d'avril pour que la Savoie, par 130 523 voix (sur 135 449 inscrits) devienne française.

### Entre politique et magistrature
Le comte entre en politique et se présente lors de l'élection à la députation de 1860. Le 9 décembre, il est élu, avec le soutien du gouvernement impérial, mais sous l'étiquette « Indépendant », dans la 2e circonscription de la Savoie (Albertville - Saint-Jean-de-Maurienne). Distant face aux luttes du pouvoir, il démissionne le 8 juillet 1861, laissant la place à l'avocat Ferdinand Palluel, candidat officiel en raison de la position de l'empereur sur le pouvoir temporel du Pape, dans la perspective du Risorgimento. Il reprend sa carrière d'avocat à Chambéry, obtenant rapidement la fonction de conseiller à la Cour, refusant une place à la Cour de Cassation à Paris. À la suite d'un soutien de Alexis Billiet, il devient, le 27 juin 1860, président de la cour d'appel. Il n'arrête pas pour autant sa carrière politique et devient conseiller général du canton de Bozel.
Il fonde, avec l'archevêque André Charvaz et l'abbé Martinet, l'Académie de la Val d'Isère le 29 janvier 1865. Il est élu, le 1er mai 1862, à l'Académie des sciences, belles-lettres et arts de Savoie, avec pour titre académique Effectif (titulaire), avant d'en devenir le président de 1864 à 1867 .
Il refuse une place de conseiller à la Cour de cassation. Il obtient le 27 juin 1866, grâce à des appuis, la magistrature de premier président de la Cour d'appel de Chambéry.

### Mort et sépulture
Amédée Greyfié de Bellecombe meurt, des suites de douleurs au cœur, le 1er octobre 1879, dans sa maison familiale. La cérémonie se déroule le 3 suivant.
Son corps est inhumé au cimetière de Brides-les-Bains.

## Décorations
- Commandeur de la Légion d'honneur
- Commandeur de l'ordre de Saint-Grégoire-le-Grand
- Officier de l'Instruction publique

## Famille
Amédée Greyfié de Bellecombe épouse, le 17 février 1857, Anna Louise Marie Suzanne Costa de Beauregard (1824-1878),, dont :
- François Marie (1857-1929), comte, docteur en droit, maire de Brides-les-Bains (1900-1908 et 1919-1925)[7] ;
- Camille Joseph Marie (1862-1939), dit vicomte, militaire, secrétaire perpétuel de l'Académie des sciences, belles-lettres et arts de Savoie (1931-1939), dont :
  - Amédée François Marie Joseph (1893-1979), membre de l'Académie des sciences, belles-lettres et arts de Savoie, de la Société historique, archéologique et littéraire de Lyon (1943-1976) dont il fut trésorier (1953-1976) ;
- Thérèse (morte 1878).